# Distretto di Charouine
Il distretto di Charouine è un distretto della provincia di Timimoun, in Algeria, con capoluogo Charouine.

## Comuni
Il Distretto di Charouine comprende 3 comuni:
- Charouine
- Ouled Aïssa
- Talmine